# Elias Scholtes
Elias Scholtes (* 17. August 2003 in Bruchsal) ist ein deutscher Handballspieler auf der rechten Rückraum-Position, der bereits Einsätze in den deutschen Jugend-/Junioren-Nationalmannschaften absolviert hat.

## Karriere

### Im Verein
Elias Scholtes spielt bereits seit ca. 2015 (D-Jugend) in den Jugendmannschaften der Rhein-Neckar Löwen. Nach den ersten Jugend-Saisons waren die Spielzeiten 2019/20 (B-Jugend) und 2020/21 (U19 = A-Jugend) durch frühzeitige Saisonabbrüche aufgrund der Corona-Pandemie gekennzeichnet. 2021/22 spielte Scholtes eine sehr erfolgreiche Saison in der U19, die am 29. Mai 2022 mit dem Gewinn der deutschen A-Jugend-Meisterschaft für die Rhein-Neckar-Löwen im Finale gegen die Füchse Berlin gekrönt wurde.
Neben den Einsätzen in den Jugend-Teams wurde Scholtes auch immer wieder in der 3. Liga bei den Rhein-Neckar Löwen II  eingesetzt. In der ersten vollen Saison nach der Pandemie 2021/22 spielte er auch in dieser Mannschaft eine wichtige Rolle und gewann mit der „Zweiten“ die Meisterschaft in der Staffel F der 3. Liga und damit bereits den zweiten Titel in dieser Saison.
Am 2. und 3. Februar 2021 kam es in der EHF European League zu einem Doppel-Spieltag gegen die Kadetten Schaffhausen, bei dem Scholtes zum ersten Mal bei der ersten Mannschaft der Rhein-Neckar-Löwen dabei war. In der Folge wurde er immer mal wieder in der ersten Mannschaft eingesetzt, wenn es die Personalsituation erforderte. Nach den guten Leistungen der Saison 2021/22 in der U19 und der 2. Mannschaft in der dritten Liga wurde am 3. März 2022 bekannt gegeben, dass Elias Scholtes seinen ersten Profivertrag für die Saison 2022/23 bei den Löwen erhält. Sein für nach der Saison 2022/23 angekündigter Wechsel zum Bergischen HC wurde schon im Februar 2023 vollzogen.

### In der Nationalmannschaft
Im Juni 2022 feierte Scholtes sein Debüt in den Vorbereitungsspielen der deutschen U20-Nationalmannschaft für die U20-Europameisterschaft in Portugal. Im wichtigen dritten Vorrundenspiel der EM gegen Island war Elias Scholtes der Matchwinner mit zehn Toren, die EM beendete die deutsche Mannschaft auf dem siebten Platz. Mit der Juniorennationalmannschaft wurde er bei der U-21-Weltmeisterschaft 2023 in Deutschland und Griechenland Weltmeister.